# نبيلة منيب
نبيلة منيب (مواليد 14 فبراير 1960) هي طبيبة وأستاذة جامعية وسياسية مغربية يسارية، تشغل منصب الأمينة العامة للحزب الاشتراكي الموحد منذ 16 يناير 2012، وأصبحت بذلك أول امرأة مغربية تتولى منصب الأمين العام لحزب سياسي. وقد حازت على ديبلوم في علم الغدد الصم من جامعة مونبلييه الفرنسية، كما أنها عضو المكتب الوطني للنقابة الوطنية للتعليم العالي، والأمينة الجهوية لها في الدار البيضاء.، وقد اشتهرت بنضالها ودفاعها عن حقوق المرأة، وبأسلوبها الخطابي النقدي.

## النشاط السياسي

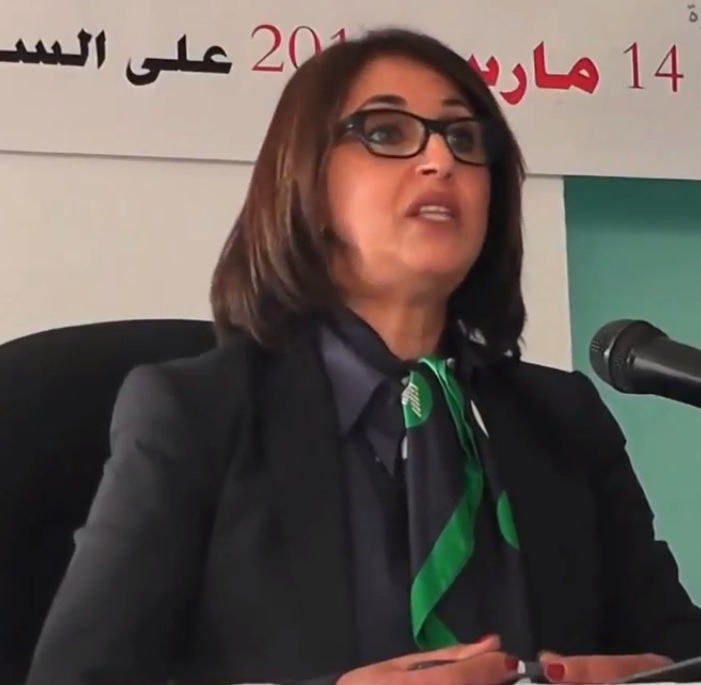
نبيلة منيب

بدأت نبيلة منيب مسارها السياسي أثناء تحضيرها للدكتوراة في فرنسا عام 1985، إذ برزت كمناضلة في إطار شبيبة الطلبة الديمقراطيين، ثم عملت في منظمة حريات الإعلام والتعبير ومنظمة العمل الديمقراطي الشعبي برئاسة محمد بن سعيد أيت إيدر الذي أصبحت بعد الاندماج مع غيرها من التشكيلات اليسارية الحزب الاشتراكي الموحد.
في الاستفتاء الدستوري المغربي 2011، دعت مع حركتها السياسية وفيدرالية اليسار الديمقراطي إلى المقاطعة، نظرا لانعدام الديمقراطية في الدستور، لأنه يحافظ على الجزء الأكبر من السلطة في أيدي ذات سيادة ولا يوفر الفصل بين السلط. بل إنها دعت إلى مقاطعة الانتخابات التشريعية ل2011 أيضا. وفي أغسطس 2013 وأثناء اندلاع قضية العفو الملكي عن مغتصب الأطفال، كانت من الأوائل الذين ردّوا وانتقدوا ذلك العفو، حيث ترى أنّ قرار منح الحرية للمعتدي والمغتصب غير مقبول، ويجب التراجع عنه في أسرع وقت ممكن، فقالت :«العفو عن دانييل يمثل إهانة حقيقية لكل المغاربة، لأنه يُوقف تحقيق العدالة، ويضرب في العمق أبناءنا الذين يمثلون مغرب الغد، ولو كان لدينا دستور ديمقراطي يسمو على جميع السلط والصلاحيات، وقانون يتساوى أمامه الجميع، لتمّ إلغاء العفو الملكي»
وأثناء الأزمة السياسية بين المغرب والسويد، بعد مشروع القانون السويدي الرامي إلى الاعتراف بالجمهورية الصحراوية، ترأست نبيلة منيب الوفد المغربي في ستوكهولم، والذي يتألف من أحزاب اليسار، ما بين 4 و7 نوفمبر 2015، من أجل إيجاد مخرج للنزاع. وفي يناير 2016، أعلن التلفزيون السويدي أن الحكومة السويدية قد تخلت عن مشروع الاعتراف بالصحراء المستقلة.

## الانتخابات التشريعية المغربية 2016
في 24 سبتمبر 2016، وتزامنا مع افتتاح حملتها الانتخابية، قامت بتأطير اللقاء التواصلي الذي نظمته فدرالية اليسار الديمقراطي بمراكش، تحت شعار «صوت الشعب في البرلمان».
وكانت قد أعلنت ترشحها على رأس اللائحة الوطنية للنساء لفدرالية اليسار الديمقراطي من أجل الحصول على مقعد برلماني من أصل 60 مقعدا مخصصا للنساء بالبرلمان المغربي. وفي 7 أكتوبر 2016 وخلال الانتخابات التشريعية المغربية 2016، تمكنت الفيدرالية من الحصول على مقعدين في البرلمان، بينما لم تتمكن نبيلة من تخطي عتبة الحصول على مقعدها.